# Es un drama
"Es un drama" é uma canção da cantora mexicana Dulce María, gravada para o tema principal da telenovela mexicana Último Año. Composta por Paty Cantú, Angela Dávalos, Bruno Danza e Jules Ramllano, a faixa deriva dos gêneros pop rock e dance-pop com elementos do electropop. Foi lançada como um single promocional em 1 de janeiro de 2012, através da Universal Music.
Inicialmente, cogitou-se a ideia de incluir a música no terceiro álbum de estúdio da artista, algo que acabou não se concretizando. A obra foi premiada como "Melhor Tema de Abertura" na primeira edição dos Premios MTV Novelas. A fim de promover a canção, foi disponibilizado um vídeo musical para a música, que estreou na MTV em 7 de agosto de 2012.  Dirigido por Gianfranco Quattrini,[carece de fontes?] foi gravado na Cidade do México e mostra cenas sensuais da própria cantora e dos protagonistas de Último Año.

## Antecedentes e composição
Em maio de 2010, após assinar um contrato com a gravadora Universal Music, Dulce María lançou seu primeiro single em carreira solo — devido o fim do grupo RBD, em agosto de 2008, do qual foi integrante —, intitulado "Inevitable", que resultou em seu primeiro extended play (EP), Extranjera, lançado em novembro daquele ano. A continuação do mesmo, Extranjera 2.0, foi lançada no ano seguinte com as mesmas faixas do EP e outras inéditas, tendo como alvos de promoção "Ya No" e "Ingenua".
A cantora realizou em 2011 a sua primeira turnê musical, Extranjera On Tour, que serviu de divulgação para o seu disco de estreia. No Brasil, Extranjera recebeu um certificado de platina baseado nas vendas das suas duas partes, o que fez da cantora a primeira mexicana a receber tal certificação no país.
Em 2012, sem qualquer projeto musical novo, a artista ficou encarregada de interpretar o tema principal da telenovela mexicana Último Año, produzida pela MTV Latinoamérica. A faixa foi composta pela cantora compatriota Paty Cantú, sob o título "Es un drama", e trata-se musicalmente de uma obra derivada dos gêneros dance-pop e pop rock.

## Faixas e versões
| Download digital |               |                                                                      |                            |         |  |
| N.º              | Título        | Compositor(es)                                                       | Produtor                   | Duração |  |
| 1.               | "Es un drama" | Paty Cantú, Dulce María, Antonina Armato, Tim James, Devrím Karaoglu | Antonina Armato, Tim James | 2:47    |  |

## Prêmios e indicações
| Ano  | Prêmio              | Categoria            | Resultado |
| ---- | ------------------- | -------------------- | --------- |
| 2013 | Prêmios Juventud    | "La Más Pegajosa"    | Indicado  |
| 2013 | Prêmios Juventud    | "Mi Video Favorito"  | Indicado  |
| 2013 | Prêmios Juventud    | "Mi Ringtone"        | Indicado  |
| 2013 | Premios MTV Novelas | "Mejor Tema Musical" | Venceu    |